# Kardinal-König-Kunstpreis
Der Kardinal-König-Kunstpreis wurde im Jahr 2005 im Gedenken an Franz Kardinal König dank einer Initiative des Erzbischofs Alois Kothgasser, stellvertretend für die Erzdiözese Salzburg, ins Leben gerufen. 
Der Wettbewerbspreis wird alle zwei Jahre ausgeschrieben und ist mit 11.000 Euro dotiert. Mit ihm wird ein Werk ausgezeichnet, das „eine für den zeitgenössischen, künstlerischen und gesellschaftlichen Diskurs wichtige Position“ darstellen soll, wie es in der Ausschreibung heißt.
Der Preisträger und die nominierten Künstler werden im Kunstraum St. Virgil ausgestellt. Zusätzlich wird zu Nominierten und Preisträger die Katalogreihe K wie Kunst herausgegeben.

## Preisträger
- 2005: Hans Schabus
- 2007: Nicole Six und Paul Petritsch für ihr Gesamtwerk und das Video I'm too tired to tell you.
- 2009: Marko Lulić
- 2011: Christian Mayer
- 2013: Kathi Hofer
- 2015: Julia Haller
- 2017: Kerstin von Gabain[1]
- 2019: Angelika Loderer
- 2021: Michèle Pagel
- 2023: Nika Kupyrova[2]

## Publikationen
- Ruth Anderwald (Mitarb.): K wie Kunst: Kardinal-König-Kunstpreis für bildende Kunst Salzburg 2007. Pustet, Salzburg; München [u. a.] 2007, ISBN 978-3-7025-0567-7.
- Antonia Gobiet (Mitarb.): K wie Kunst: Kardinal-König-Kunstpreis für bildende Kunst Salzburg 2009. Müry Salzmann, Salzburg 2009, ISBN 978-3-99014-008-6.
- K wie Kunst: Kardinal-König-Kunstpreis für bildende Kunst Salzburg 2011. Müry Salzmann Verlag, Salzburg 2011, ISBN 978-3-99014-046-8.
- K wie Kunst: Kardinal-König-Kunstpreis für bildende Kunst, Salzburg 2013. Müry Salzmann, Salzburg 2013, ISBN 978-3-99014-085-7.
- K wie Kunst: Kardinal-König-Kunstpreis für bildende Kunst, Salzburg 2015. Muery Salzmann, Salzburg 2015, ISBN 978-3-99014-124-3.
- Seeing is believing: Julia Haller, Katho Hofer, Marko Lulić, Christian Mayer, Hans Schabus, Nicole Six und Paul Petritsch; 10 Jahre Kardinal König Kunstpreis der Erzdiözese Salzburg. Verlag Bibliothek der Provinz, Weitra 2016, ISBN 978-3-99028-591-6.
- K wie Kunst: Kardinal-König-Kunstpreis Salzburg 2017. Muery Salzmann, Salzburg 2017, ISBN 978-3-99014-158-8.